# Pervaja konnaja
Pervaja konnaja (Первая конная) è un film del 1941 diretto da Efim L'vovič Dzigan.